# Caracaço

Protestos e saques em Caracas

O "Caracaço" (em espanhol, Caracazo) foi uma explosão social espontânea, de grandes proporções, ocorrida em Caracas, na Venezuela, no dia 27 de fevereiro de 1989, em repúdio ao pacote de medidas econômicas imposto pelo governo de Carlos Andrés Pérez (CAP). Assim denominado por ter tido a capital, Caracas, como epicentro, o "Caracaço" foi o mais notório entre outros acontecimentos semelhantes que tiveram lugar em vários outros estados do país.
A causa mais imediata da rebelião popular foi o aumento do preço do transporte coletivo em conseqüência da alta do preço nos combustíveis. Nesse dia "ônibus eram apedrejados e queimados em todo o país; lojas, supermercados, shopping centers, pequenos comércios, nada escaparia aos saques de uma turba em que já não se podia discernir o que eram trabalhadores em protesto ou simples miseráveis famintos. Gangues urbanas se juntaram à confusão para promover depredação, roubos e invasões de estabelecimentos". Os militares  foram chamados para restabelecer a ordem, seguindo-se um massacre de grandes proporções.

## Histórico
Em 17 de dezembro de 1982, com alguns oficiais de esquerda, Chávez fundou o Movimento Bolivariano Revolucionário 200 (MBR-200), em alusão aos duzentos anos do nascimento de Simón Bolívar, que seriam comemorados no ano seguinte, jurando perante o Samán de Güere (uma árvore com uma história épica na Venezuela), junto a Felipe Antonio Acosta Carlés, Jesús Urdaneta Hernández e Raúl Isaías Baduel, reformar o Exército e iniciar uma luta para construir uma nova República.
Este movimento era integrado por oficiais militares de patentes médias, cuja ideologia era bolivariana, mesclada com ideias de Simón Rodríguez e de Ezequiel Zamora ("El árbol de las tres raíces").
Em 1989 Cháves ficou indignado ao ver como milhares de manifestantes do povo foram massacrados pelas forças do exército venezuelano, durante o Caracazo — o que considerou uma 'obra' sangrenta do presidente social-democrata, Carlos Andrés Perez.
O "Caracaço" ajuda a entender a tentativa de golpe por Hugo Chávez em 1992. Essa violenta revolta popular generalizada, que degenerou em depredação, foi apenas um dos sinais que dava uma sociedade gravemente enferma, na qual os 10% mais pobres da população detinham apenas 1,6% da renda nacional (PIB), enquanto os 10% mais ricos detinham 32%. A pobreza alcançava 85% da população, e as classes A e B, somadas, representavam apenas 3,5% dos venezuelanos.
A rebelião popular funcionou como um catalisador, acelerando a execução dos planos do clandestino Movimento Bolivariano Revolucionário 200. O Movimento, constituído em dezembro de 1982, foi crescendo internamente entre os militares e posteriormente expandiu sua influência entre setores civis. Três anos após o "Caracaço", em 4 de fevereiro de 1992, o Movimento Bolivariano organizou uma sublevação militar. Embora tenha fracassado como golpe de estado, a iniciativa projetou, como seu líder maior, o então tenente-coronel Hugo Chávez Frías, no cenário nacional.